# نایت گرل
نایت گرل (به انگلیسی: Night Girl) با نام اصلی لیدا جث، یک شخصیت خیالی در کتاب‌های کامیک آمریکایی منتشر شده توسط دی‌سی کامیکس است که اولین بار در کمیک ماجراجویی شماره ۳۰۶# مارس ۱۹۶۳ پدید آمد.

## توانایی‌ها و قدرت‌ها
نایت گرل دارای قدرت ابرانسانی است که تنها می‌تواند در تاریکی استفاده کند، و از آنجا که قدرت فوق‌العاده او اغلب در دسترس نیست، او در زمینهٔ هنرهای رزمی و مبارزات تن‌به‌تن نیز آموزش دیده است.

## در رسانه‌ها
نایت گرل به غیر از کمیک در پویانمایی هم حضور دارد.